# Urvaste kommun
Urvaste vald är en kommun i Estland.   Den ligger i landskapet Võrumaa, i den södra delen av landet, 200 km sydost om huvudstaden Tallinn. Antalet invånare är 1 413. Arean är 140 kvadratkilometer.
Terrängen i Urvaste vald är platt.
Följande samhällen finns i Urvaste vald:
- Uue-Antsla
- Vaabina
- Kuldre
- Urvaste